# Voltammetria a onda quadra

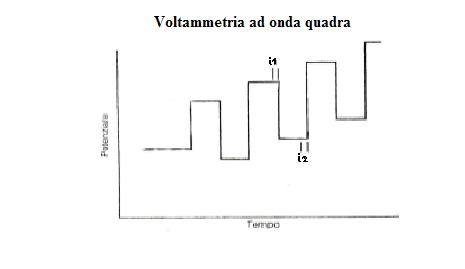
Voltammetria ad onda quadra

La voltammetria a onda quadra è una tecnica analitica voltammometrica, che costituisce un ulteriore sviluppo alla tecniche di voltammetria a variazione graduale, voltammetria ad impulsi tradizionale e voltammetria ad impulsi differenziali.
All'elettrodo di lavoro, immerso nella soluzione acquosa di interesse, è applicato un potenziale graduale variabile di ampiezza Eoq, al quale è sovrapposto un'onda quadra di elevata frequenza (20 - 100 Hz) il cui incremento coincide con l'inizio dell'impulso successivo.
La corrente netta misurata, inet, è ottenuta prendendo la differenza tra le intensità misurate nei semi cicli positivi e negativi delle onde quadre (punti i1 ed i2 nella figura).
La corrente quindi viene rilevata due volte, durante ogni ciclo dell'onda quadra: alla fine dell'impulso diretto e alla fine di quello di ritorno.
Se la durata dell'impulso è molto veloce, e la coppia redox analizzata è reversibile: nella prima fase la specie elettroattiva, ad esempio, si riduce, mentre nella seconda fase i prodotti di reazione subiscono il processo inverso, si ossidano.
L'impulso diretto, quindi, produce una corrente catodica, mentre l'impulso inverso genera una corrente anodica. Si ottiene un voltammogramma a forma di picco, la cui altezza è proporzionale alla concentrazione dell'analita e risulta centrato sul potenziale formale della coppia coinvolta.
La voltammetria ad onda quadra presenta tra i vantaggi, un'interferenza dovuta alla corrente capacitiva minimizzata, poiché la corrente è campionata alla fine dell'impulso, quando cioè la corrente di carica è minima.
Questo aumenta il rapporto segnale/rumore, e quindi la sensibilità, facendo scendere il limite di rivelazione intorno a 10-8-10-8 M.
Essa presenta un'alta velocità (per esempio si può analizzare un'intera finestra di potenziale durante una goccia di mercurio in polarografia).
Combinando questa tecnica a un controllo remoto, si possono calcolare valori medi dei segnali, permettendo esperimenti ripetuti e incrementando ancora di più il rapporto segnale/rumore.
Tra le applicazioni di questa tecnica sono compresi studi di cinetica con riferimenti ai meccanismi dei processi in esame, determinazione di specie presenti solo in tracce e l'uso nella detezione elettrochimica in cromatografia liquida ad alta pressione (HPLC).